# Elisabeth Motschmann

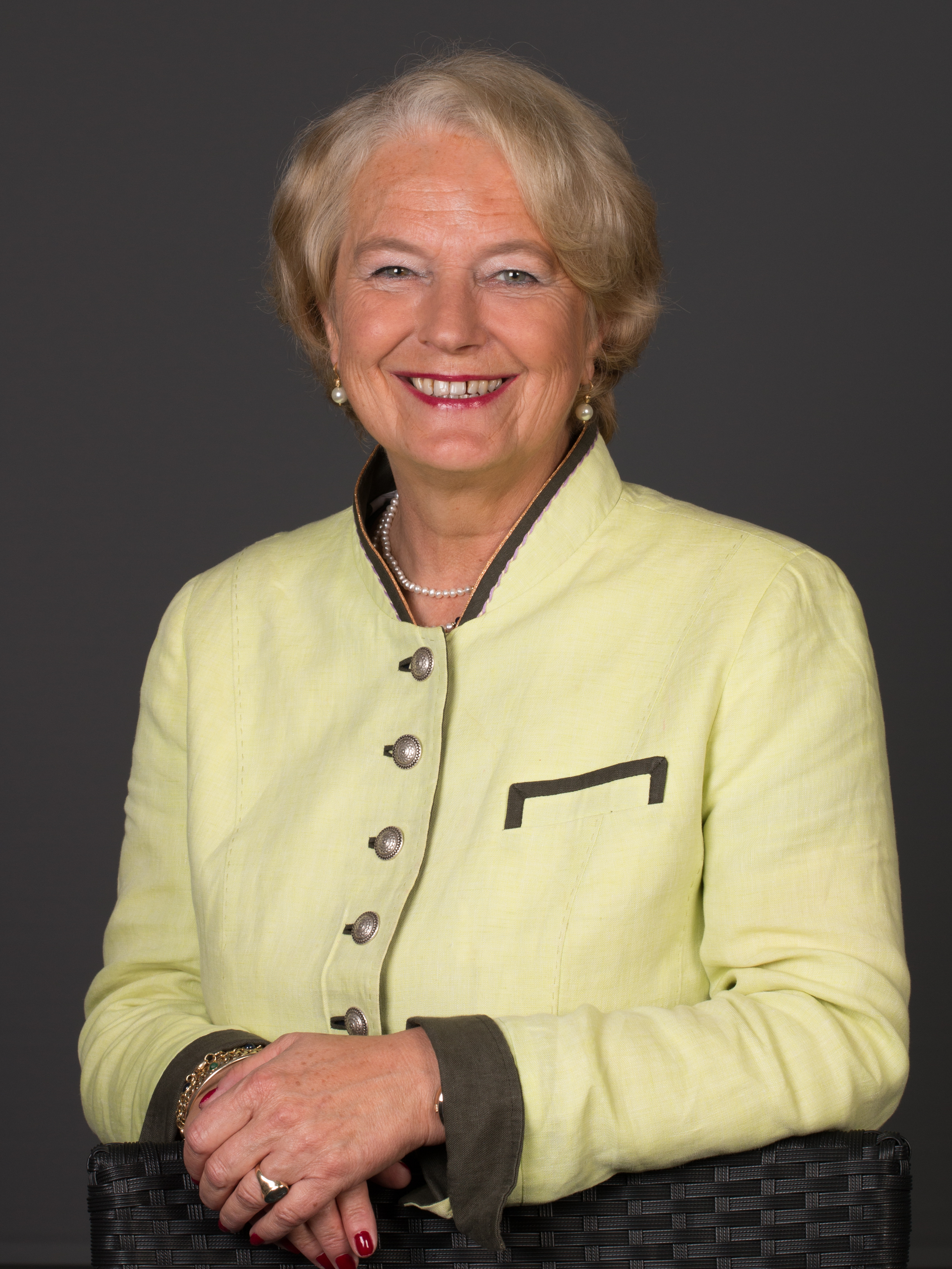
Elisabeth Motschmann (2014)

Elisabeth Charlotte Motschmann, geborene Elisabeth Charlotte Baronesse von Düsterlohe (* 13. Oktober 1952 in Lübeck) ist eine deutsche Politikerin.
In Bremen war sie bis 2013 über zwei Jahrzehnte Abgeordnete in der Bremischen Bürgerschaft.
Von 2013 bis 2021 war sie Bundestagsabgeordnete der CDU. Dort war sie medienpolitische Sprecherin der CDU/CSU-Bundestagsfraktion.

## Biografie

### Familie, Ausbildung und Beruf
Elisabeth Baronesse von Düsterlohe ist das mittlere von drei Kindern des Friedrich-Karl Baron von Düsterlohe (* 1914) und dessen Frau Renate, geborene Cramer (* 1927). Sie legte 1971 ihr Abitur am Gymnasium Hochrad in Hamburg-Othmarschen ab. Sie ist seit 1971 mit dem evangelischen Pastor Jens Motschmann verheiratet. Von 1972 bis 1975 studierte Elisabeth Motschmann Theologie, Romanistik und Pädagogik an der Universität Hamburg und der Universität Kiel. Anschließend war sie bis 1993 als freie Journalistin und Publizistin tätig. Sie veröffentlichte vor allem zu familien- und frauenpolitischen Themen und verfasste Reportagen aus der Dritten Welt. Hierbei war sie von 1986 bis 1991 freie Mitarbeiterin beim NDR und von 1986 bis 1993 bei der Funk Uhr des Axel-Springer-Verlags. Nach ihrem Ausscheiden aus dem Bundestag wurde sie im Juni 2022 Senior Policy Advisor bei der Beratungsagentur Portland.
Mit Jens Motschmann hat sie drei Kinder, darunter den Komponisten Johannes Motschmann. Elisabeth Motschmann kam 1987 nach Bremen, nachdem ihr Ehemann die Pfarrstelle in der Bremer Innenstadt-Gemeinde St. Martini erhielt, die sich der Verkündigung des „unverfälschten biblischen“ Wortes verschrieben hat und u. a. die Frauenordination ablehnt. Seither lebt sie mit ihrer Familie in Bremen.

## Politik

### Mitgliedschaft in der CDU
Elisbeth Motschmann wurde in den 1970er Jahren Mitglied der CDU und war zwischen 1977 und 1987 unter anderem Mitglied im CDU-Kreisvorstand Steinburg (Itzehoe), stellvertretende Landesvorsitzende der Frauen-Union in Schleswig-Holstein und Mitglied im CDU-Landesvorstand Schleswig-Holstein (1977–1981). Nach ihrem Umzug nach Bremen war sie von 1990 bis 2006 stellvertretende Vorsitzende der Landes-CDU in Bremen, 2006 wurde sie Vorsitzende des Landesausschusses der CDU Bremen. Im November 2012 wurde sie stellvertretende Landesvorsitzende der CDU Bremen. Von 2012 bis 2021 war sie Mitglied des Bundesvorstandes der CDU Deutschlands.

### Abgeordnete der Bremischen Bürgerschaft

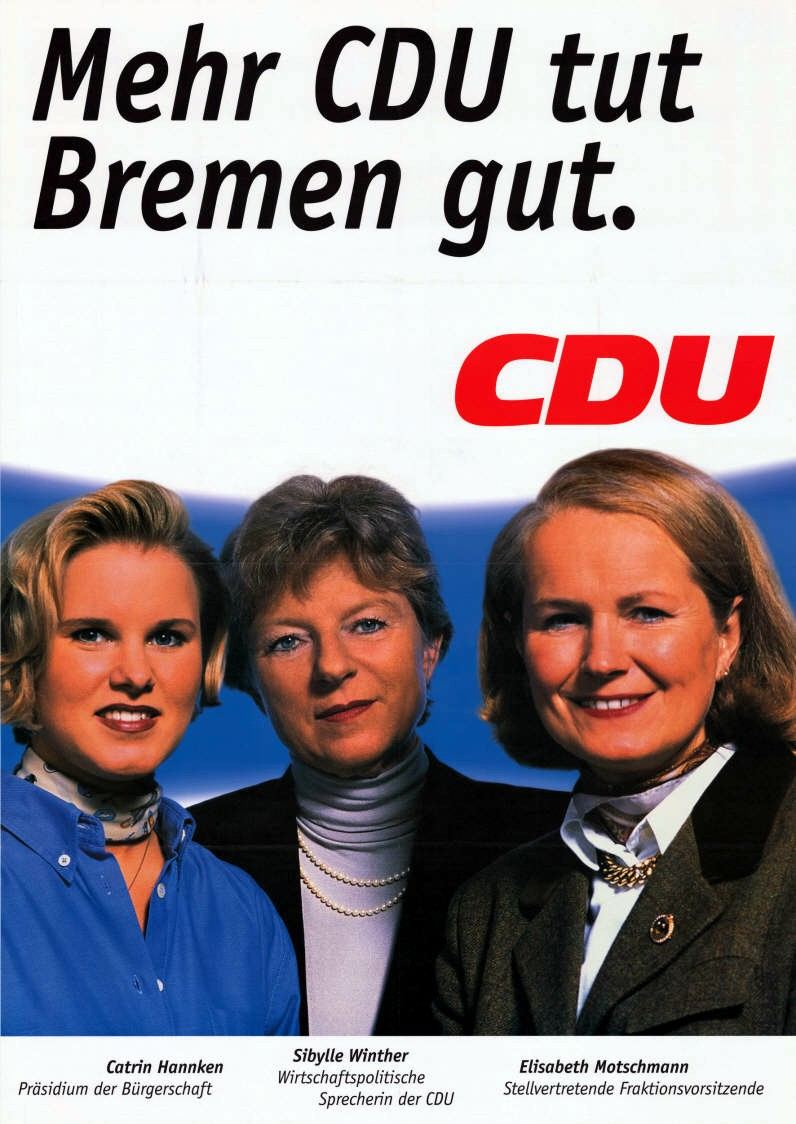
Kandidatenplakat zur Bürgerschaftswahl in Bremen 1995 (v. l.: Catrin Hannken, Sibylle Winther, Elisabeth Motschmann)

Motschmann war vom 14. Oktober 1991 bis 8. Juli 1999 erstmals Mitglied der Bremischen Bürgerschaft und stellvertretende Vorsitzende der CDU-Bürgerschaftsfraktion. 1999 wurde sie Staatsrätin beim Senator für Inneres, Sport und Kultur. Von 2003 bis 2007 war sie als Staatsrätin beim Senator für Kultur. Ab dem 7. Juni 2007 war sie wieder Mitglied der Bremischen Bürgerschaft und dort vertreten in den Ausschüssen für Bürgerbeteiligung, bürgerschaftliches Engagement und Beiräte (Stadt) sowie in den Ausschüssen für Wissenschaft, Medien, Datenschutz und Informationsfreiheit, für die Gleichstellung der Frau und im Petitionsausschuss (Land und Stadt) sowie in der staatlichen Deputation für Kultur.

### Bundestagsabgeordnete
Im März 2013 wurde Elisabeth Motschmann zur Spitzenkandidatin der CDU Bremen zur Wahl des 18. Deutschen Bundestages und Wahlkreiskandidatin im Wahlkreis 54 gewählt. Im Jahr 2015 war sie Spitzenkandidatin der CDU zur Bremer Bürgerschaftswahl 2015, verzichtete jedoch auf den Einzug in die Bürgerschaft zugunsten ihres Bundestagsmandates. Im März 2017 wurde sie erneut zur Spitzenkandidatin zur Bundestagswahl 2017 und zur Direktkandidatin im Wahlkreis 54 (Bremen I) gewählt.
Im Jahr 2021 verlor Motschmann die CDU-interne Konkurrenz um die Bremer Spitzenkandidatur für die Bundestagswahl. Nachdem sich der CDU-Landesvorstand bereits Mitte Dezember 2020 für Thomas Röwekamp als Listenführer ausgesprochen hatte, wollte Motschmann zunächst bei einer Landesdelegiertenversammlung auf eine Kampfabstimmung setzen; zog dann aber ihre Bewerbung zurück, weil in den CDU-Stadtbezirksverbänden die Delegiertenwahlen zumeist zugunsten der Gefolgsleute von Thomas Röwekamp ausfielen. Selbst in Motschmanns Bremer Hochburg im Stadtteil Schwachhausen ergab sich ein gemischtes Bild.

### Frauenpolitik
Über viele Jahre trat Motschmann für die freiwillige Selbstverpflichtung bei der Umsetzung eines höheren Frauenanteils in Aufsichtsräten von Unternehmen in Deutschland ein. Im Februar 2011 erklärte sie, dass wenn nach zehn Jahren Freiwilligkeit immer noch keine sichtbaren Veränderungen eingetreten seien, dann müsse man schlicht feststellen, dass das Vorhaben gescheitert sei. Daher spreche sie sich für die gesetzliche Regelung einer Frauenquote in Unternehmensaufsichtsräten der Privatwirtschaft aus.
Seit 2009 fordert Motschmann die Teilnahme von Frauen an der traditionellen Schaffermahlzeit in Bremen, bei der neben Kapitänen insbesondere führende Persönlichkeiten von Bremer Unternehmen und deren Gäste vertreten sind. Im 21. Jahrhundert sei der Ausschluss von Frauen bei solchen und vergleichbaren Anlässen ein Anachronismus. Zur 471. Schaffermahlzeit wurden 2015 auf Beschluss von Haus Seefahrt erstmals auch weibliche Gäste „als hochrangige, auswärtige Repräsentantinnen von Unternehmen, Ländern und Instituten“ eingeladen.

### Einstellung zur Homosexualität
Motschmann profilierte sich in den 1980er Jahren als hitzige Kritikerin der homosexuellen Lebensweise. In einer Talkshow äußerte sie, „jede Idealisierung der Homosexualität, jeder Versuch, sie gleichwertig neben die Heterosexualität zu stellen“, sei sehr bedenklich. Die Diskriminierung Homosexueller sei zu begrüßen. Inzwischen hat sie sich von ihrer damaligen Position deutlich distanziert. Sie stimmte allerdings 2017 gegen die Einführung der Ehe für alle.

### Äußerungen zur Friedensstatue in Berlin-Mitte
2022 verfasste Motschmann einen Gastbeitrag in der Berliner Zeitung, in welcher sie die Aufstellung der Friedensstatue, welche den koreanischen Opfern der Zwangsprostitution während des Zweiten Weltkrieges gedenkt, einen „Fehler“ nannte. Dabei spricht sie von einer „vermeintlich fehlende[n] Geschichtsaufarbeitung Japans“ und schrieb, dass in der Kontroverse zwischen Japan und Korea die Wahrheit „wahrscheinlich wie immer irgendwo in der Mitte“ liege.

### Weitere Mitgliedschaften
Motschmann ist unter anderem Mitglied
- der St. Petri-Dom-Gemeinde in Bremen-Mitte[18]
- des Kuratoriums des Denkmals für die ermordeten Juden Europas
- des Kulturbeirats des Deutschen Bundestages
- des Stiftungsrates der Lebensrechtsbewegung Stiftung Ja zum Leben[19]
- des Vorstands der Deutsch-Baltischen-Gesellschaft
- im Stiftungsrat der Stiftung Zentrum für Osteuropa- und internationale Studien

Zeitweise war sie Mitglied und stellvertretende Bundesvorsitzende der  Konservativen Aktion.

## Veröffentlichungen
als Autorin
- Fäkalsprache, Sex-Anleitung und Propaganda für Abtreibungen. Skandalöse Zustände bei Pro Familia. Eine Untersuchung der stellvertretenden Vorsitzenden der Sammlung Bekennender Evangelischer Frauen, Elisabeth Motschmann, Itzehoe, über Veröffentlichungen der Deutschen Gesellschaft für Sexualberatung und Familienplanung. IDEA, Wetzlar 1983.
- Offen gefragt – Offen geantwortet. Persönliche Lebensberatung. Zeitjournal-Verlag, Berlin 1988, ISBN 3-927390-01-1.
- Ich aber will mich freuen … Hänssler, Neuhausen-Stuttgart 1989, ISBN 3-7751-1418-1.
- Treue und Vergebung – Krisenbewältigung in der Ehe. Vortrag der evangelischen Religionspädagogin und Lebenshilfeberaterin Elisabeth Motschmann (Bremen) bei einem Eheseminar des Weißen Kreuzes im Geistlichen Rüstzentrum Krelingen. IDEA, Wetzlar 1990.
- Die Sehnsucht nach dem verlorenen Glück. Persönlicher Rat in wichtigen Lebensfragen. Schulte & Gerth, Asslar 1993, ISBN 3-89437-229-X.

als Herausgeberin
- Female Diplomacy. Frauen in der Außenpolitik.  Herder, Freiburg im Breisgau 2018, ISBN 978-3-451-38092-1.
- Väter heute. Männer entdecken ihre Vaterrolle. 2. Auflage. Hänssler, Neuhausen-Stuttgart 1988, ISBN 3-7751-1208-1.
- „Nur“ Hausfrau? Zeit haben für die Zukunft unserer Kinder. 5., erweiterte und überarbeitete Auflage. Hänssler, Neuhausen-Stuttgart 1991, ISBN 3-7751-1354-1.
- … und plötzlich sind die Enkel da. 2. Auflage. Hänssler, Neuhausen-Stuttgart 1991, ISBN 3-7751-1419-X.